# Мечеть Алі-Паші
Мечеть Алі-Паші — середньовічна мечеть в Охриді, одна з найдавніших ісламських релігійних споруд у Північній Македонії. Розташована в центрі старого міста, поблизу Старого, або Житнього базару.

## Історія
Мечеть побудовано за різними версіями чи-то наприкінці XV, чи то на початку XVI століття. За версією управління вакфів Туреччини, мечеть побудовано 1573 року за наказом Сулеймана-паші.
У 1823 році за наказом Алі-паші з Марасу було побудовано медресе, яке втім не збереглося до XXI століття.
Нову реконструкцію мечеті було розпочато 2017 року за домовленістю між міською радою та Туреччиною. Утім місцеві громадські організації та опозиційні політики виступали за призупинку реставраційних робіт для аналізу фундаменту після кількох заяв, що в основі мечеті може бути ранньосередньовічна християнська церква

## Мінарети

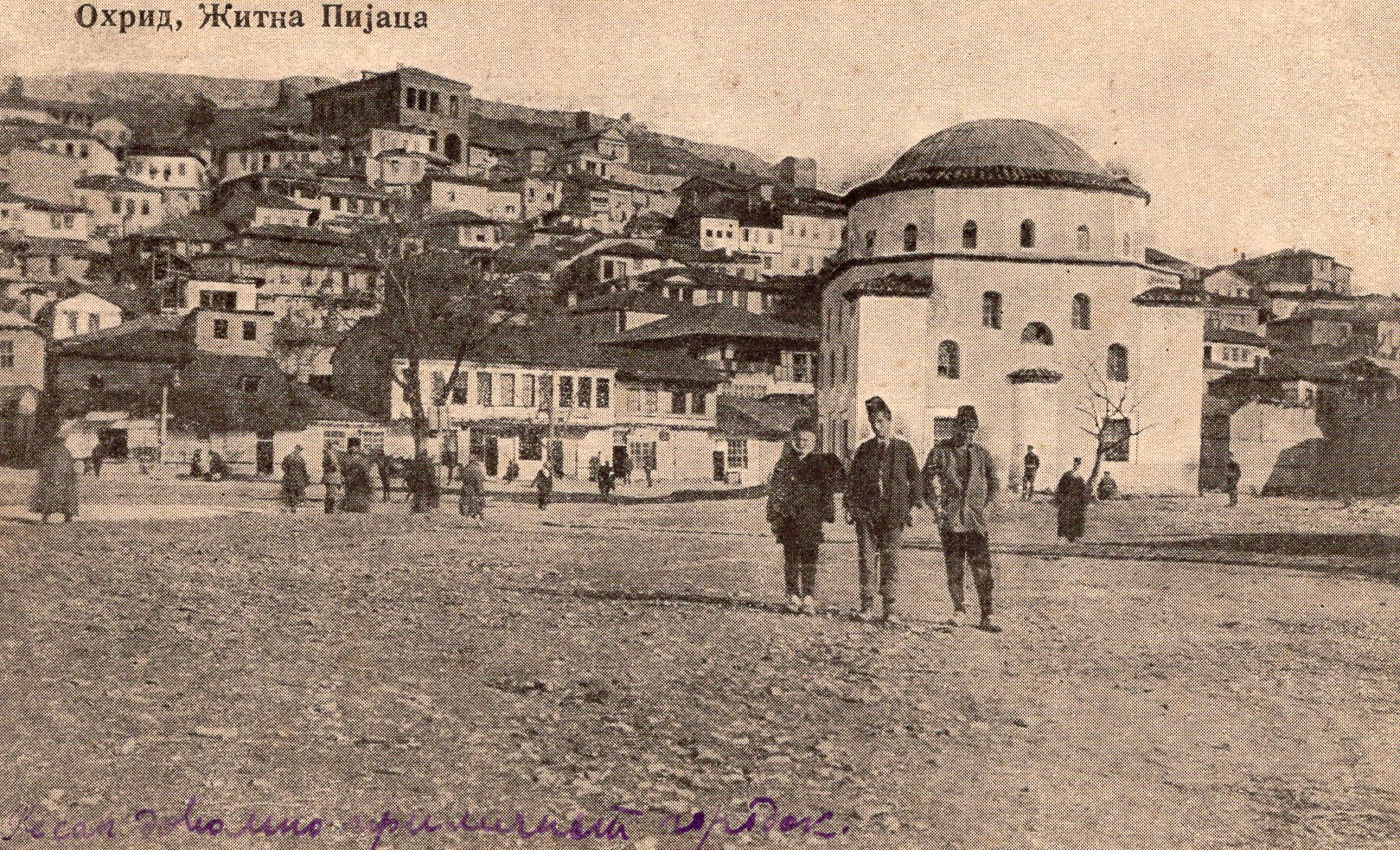
Мечеть без мінарету в 1930-ті роки

Мечеть початково мала один мінарет. За часів султана Баязида II було побудовано другий мінарет, проте в невідомий період цей мінарет був зруйнований. Інший мінарет залишався функціональним до 1912 року, коли після захоплення Охриду сербською армією його зруйнували. Питання відновлення постало на початку 2010-х років.
2016 року міська рада погодила відбудування мінарету. Місцева православна громада протестувала через побоювання, що висота мінарету буде вищою за погоджений проєкт і псуватиме міський ландшафт. Мінарет було урочисто відкрито в листопаді 2019 року. На відкриття прибули заступник голови македонського парламенту Зечір Рамчилович, заступник міністра закордонних справ Туреччини Явуз Селім Кіран, заступник міністра культури й туризму Туреччини Ахмет Місбах Демірджан. Утім у македонській пресі відзначили низький рівень представлення державних органів влади на заході.